# زنبور عسل هندی
زنبور عسل هندی (نام علمی: Apis cerana) نام یک گونه از سرده زنبور عسل است.

## نگارخانه

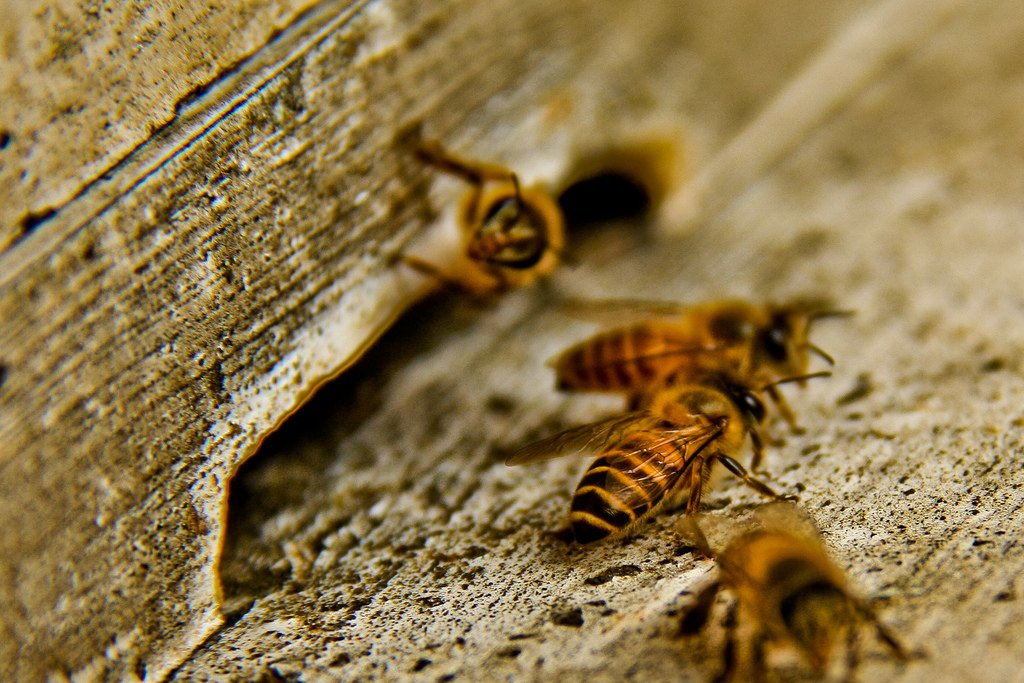
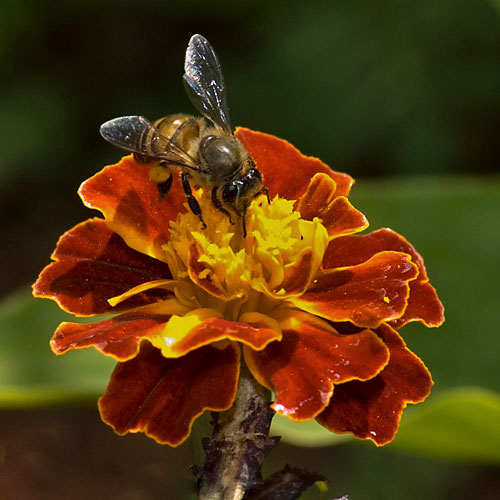